# Заліщицька група середнього етапу трипільської культури
Заліщицька група середнього етапу трипільської культури — археологічна культура, поширена в 4 — наприкінці 3 тис. до н. е. на півдні Тернопільщини.
Вперше виділив у 1930-ті роки археолог Олег Ольжич-Кандиба. До неї увійшли поселення біля сіл Шипівці (нині Заліщицького району), Горішня Вигнанка (нині Чортківського району), Кудринці й Більче-Золоте (нині Борщівського району) та інші.
Назва походить від поселення біля міста Заліщики.
Тут виділено 2 типи жител: наземні й глинобитні — майданчики та заглиблені — напівземлянки; крем'яні знаряддя праці.
Характерним для 3аліщицької групи є орнаментація кераміки червоними і чорними фарбами на білому тлі.